# South Carolina Public Radio
Die South Carolina Public Radio (SCPR) ist das 1972 gegründete Public Broadcasting Network des US-Bundesstaates South Carolina mit Sitz in Columbia. SCPB ist Mitglied im National Public Radio. SCPR erreicht nach eigenen Angaben über 327.000 Hörer wöchentlich.
Durch ein Netz von neun UKW Stationen wird fast ganz South Carolina erreicht, plus Teile von North Carolina. Betrieben wird das Netzwerk von der South Carolina Educational Television Commission, einer Agentur der Regierung von South Carolina. Das South Carolina Educational Television ist das Schwesternetzwerk für die Fernsehübertragung. CEO beider Netzwerke ist Linda O´Bryan.
Die Sendungen werden in den Studios am George Rogers Boulevard in Columbia produziert; Regionalstudios werden in Spartanburg, Beaufort, Sumter und Rock Hill betrieben.

## Stationen
| Standort    | Frequenz (UKW) | Rufzeichen |
| ----------- | -------------- | ---------- |
| Aiken       | 89,1           | WLJK-FM    |
| Beaufort    | 89,9           | WJWJ-FM    |
| Charlston   | 89,3           | WSCI-FM    |
| Columbia    | 91,3           | WLTR-FM    |
| Conway      | 90,1           | WHMC-FM    |
| Greenville  | 90,1           | WEPR-FM    |
| Orangenburg | 90,3           | WSSB-FM    |
| Rock Hill   | 88,9           | WNSC-FM    |
| Sumter      | 88,1           | WRJA-FM    |